# Biełarus (czasopismo)
„Biełarus” (biał. «Беларус») – białoruskojęzyczna gazeta wydawana od 20 września 1950 roku w Nowym Jorku przez Stowarzyszenie Białorusko-Amerykańskie. Od 1991 roku jej redaktorką naczelną jest Zora Kipiel. Czasopismo publikuje informacje dotyczące życia i działalności białoruskiej emigracji, korespondencje analityczne dotyczące sytuacji na Białorusi, artykuły dotyczące białoruskiej historii, utwory białoruskich pisarzy na emigracji oraz wspomnienia. Tytuł czasopisma po polsku oznacza: „Białorusin”. Wszystkie materiały na jego łamach publikowane są w języku białoruskim. Rozpowszechniane jest w Stanach Zjednoczonych, Kanadzie, Wielkiej Brytanii, Australii, Polsce i na Białorusi. Z gazetą współpracowali działacze białoruskiej emigracji: Natalla Arsienniewa, Anton Adamowicz, Uładzimir Siadura, Auhien Kałubowicz, Franciszek Kuszel, Alaksandra Sakowicz.

## Historia
Czasopismo powstało z inicjatywy przedstawicieli białoruskiej emigracji przybywającej do Stanów Zjednoczonych po zakończeniu II wojny światowej. Pierwszy numer gazety wyszedł 20 września 1950 roku i liczył cztery strony. Czasopismo wydawane było za pieniądze darczyńców i ukazywało się nieregularnie: w 1950 roku – jeden numer, w 1951 – trzy. Wiosną 1952 roku gazeta otrzymała dotację od Amerykańskiego Komitetu „Wyzwolenie” (AK„W”). W latach 1952–1954 redakcja pod kierownictwem Natalli Arsieniewej przygotowała 38 numerów czasopisma. We wrześniu 1953 roku gazeta utraciła finansowanie AK„W” i przez pewien czas wychodziła dzięki oszczędnościom. Po Arsienniewej jeden numer przygotowała redakcja Lawona Sawionka, silnie skonfliktowana z przewodniczącym SBA Franciszkiem Kuszelem. Kolejnym redaktorem naczelnym został Michaś Mickiewicz, który kierował czasopismem do 1962 roku, wydając przez ten czas 40 numerów.
W 1963 roku przewodniczącym SBA został Stanisław Stankiewicz. Doprowadził on do porozumienia z białoruską diasporą w Kanadzie, by „Biełarus” stał się gazetą dla całej społeczności Białorusinów w Ameryce Północnej. Jesienią 1963 roku redaktorem naczelnym pisma został Witold Tumasz, a w skład redakcji weszli przedstawiciele diaspory kanadyjskiej z Kastusiem Akułą na czele. Gazeta stała się miesięcznikiem i liczyła 6 stron, z czego jedna dotyczyła spraw kanadyjskich. Nakład gazety wynosił tysiąc egzemplarzy, z których 250 było przeznaczonych do wysyłki do Kanady, reszta – do Stanów Zjednoczonych, Europy i ZSRR.

## Redaktorzy naczelni
- Leanid Halak (1950–1951);
- Witold Tumasz (1952);
- Natalla Arsienniewa (1952–1954)
- Lawon Sawionak (1954);
- Michaś Mickiewicz (1954–1962);
- Witold Tumasz (1963–)[1];

- Zora Kipiel (1991–?)[2][3].